# فينلا لوكونين
فينلا لوكونين (ولدت في 2 مارس 1984) لاعبة مصارعة فنلندية ومنافسة ومدربة في لاعبة جيو جيتسو البرازيلية. في عام 2014 أصبحت أول امرأة فنلندية الحزام الأسود وأول فنلندية تفوز في بطولة العالم للجوجيتسو البرازيلية الدولية على مستوى الحزام الأسود. منذ عام 2014 ، بالإضافة إلى فوزه بالعديد من البطولات الكبرى ، وصل لوكونين إلى نهائي بطولة العالم ثلاث مرات أخرى ، فازت بالميدالية الذهبية مرة أخرى في عام 2018.